# Gare du Péage-de-Roussillon
Gare du Péage-de-Roussillon vasútállomás Franciaországban, Le Péage-de-Roussillon településen.

## Vasútvonalak
Az állomást az alábbi vasútvonalak érintik:
- Párizs–Marseille-vasútvonal

## Kapcsolódó állomások
A vasútállomáshoz az alábbi állomások vannak a legközelebb:
- Gare de Saint-Rambert-d'Albon
- Gare de Saint-Clair - Les Roches